# Чемпионат мира по шоссейным велогонкам 1983
Чемпионат мира по шоссейным велогонкам 1983 года проходил 31 августа и 3-4 сентября в Альтенрхайне, Швейцария.

## Призёры
| Велогонка     | Золото                                                                   | Золото   | Серебро                                                                 | Серебро     | Бронза                                                                   | Бронза      |
| ------------- | ------------------------------------------------------------------------ | -------- | ----------------------------------------------------------------------- | ----------- | ------------------------------------------------------------------------ | ----------- |
| Мужчины       |                                                                          |          |                                                                         |             |                                                                          |             |
| Профессионалы | Грег Лемонд · США                                                        | 7ч01’21" | Андри ван дер Пул · Нидерланды                                          | +1'11"      | Стивен Роуч · Ирландия                                                   | то же время |
| Любители      | Уве Раб · ГДР                                                            |          | Никлаус Рюттиман · Швейцария                                            |             | Анджей Середюк · Польша                                                  |             |
| Команды       | СССР · Юрий Каширин · Сергей Наволокин · Олег Чужда · Александр Зиновьев |          | Швейцария · Даниэль Эггли · Хайнц Имбоден · Отмар Хефлигер · Бенно Висс |             | Норвегия · Терье Гьенгор · Даг Хопен · Ханс-Петер Одегорд · Том Педерсен |             |
| Женщины       |                                                                          |          |                                                                         |             |                                                                          |             |
|               | Марианна Берглунд · Швеция                                               | 1ч38'17" | Ребекка Твигг · США                                                     | то же время | Мария Канинс · Италия                                                    | то же время |